# Lithurgus tiwarii
Lithurgus tiwarii är en biart som beskrevs av gupta, Tewari och > 1987. Lithurgus tiwarii ingår i släktet Lithurgus och familjen buksamlarbin. Inga underarter finns listade i Catalogue of Life.